# Quanta Computer
Quanta Computer è un produttore di computer portatili e di hardware, con sede a Taiwan. È il più grande produttore di portatili nel mondo. I suoi clienti includono Dell, Compaq, Gateway Computers, Apple Inc., Hewlett-Packard, IBM, Sony, Sharp Corporation, Toshiba, Fujitsu, Olivetti (Olipad), Amazon e Siemens AG.
È stata fondata nel 1988 da Barry Lam, il quale ne è ancora a capo.
L'azienda Quanta Computer è garante del progetto $100 laptop,  un subnotebook a basso costo a scopo di dare a ogni bambino nel mondo l'accesso alla conoscenza e alle moderne forme di educazione.